# ゼンマイカビ科
ゼンマイカビ科 Cochlonemataceae は、トリモチカビ目に属する菌類の群である。アメーバなどの微小な生物に内部寄生し、胞子のみを外部に出す。和名はタイプ属の和名によるが、その学名仮名読みであるコクロネマ科も使われる。

## 特徴
全て微小な菌類であり、アメーバや線虫などの微小な生物に寄生する。菌糸体は宿主内部にのみ発達し、外部に伸びる栄養菌糸はない。無性生殖および有性生殖の器官のみが宿主外に出る。この点で糸状菌の形を取るトリモチカビ科と区別される。
菌糸体は大きく二つのタイプがある。一つは完全に宿主内にあってコイル状に巻くか座布団状などを呈するか、あるいは菌糸状をなすもので、Aplectostoma、ゼンマイカビ Cochlonema、 Endocochulus、 Euryancaleがこれである。
もう一つは宿主外部に付着した分生子と、そこから宿主内部に侵入する吸器のみからなるもので、Amoebophilus 、Bdellospora がこれである。

### 無性生殖
無性胞子は分生子で、鎖状に繋がった形のものを基質から立てるか、基質上に倒れて伸びる柄の上に単独で形成される。Euryancaleの1種では、ナス型の分生子が宿主の線虫に飲み込まれ、そこで感染することが知られている。ゼンマイカビでは分生子は単一の鎖状に形成されるが、これは菌糸が同時的に隔壁で区切られて生じる分節によるものである。

### 有性生殖

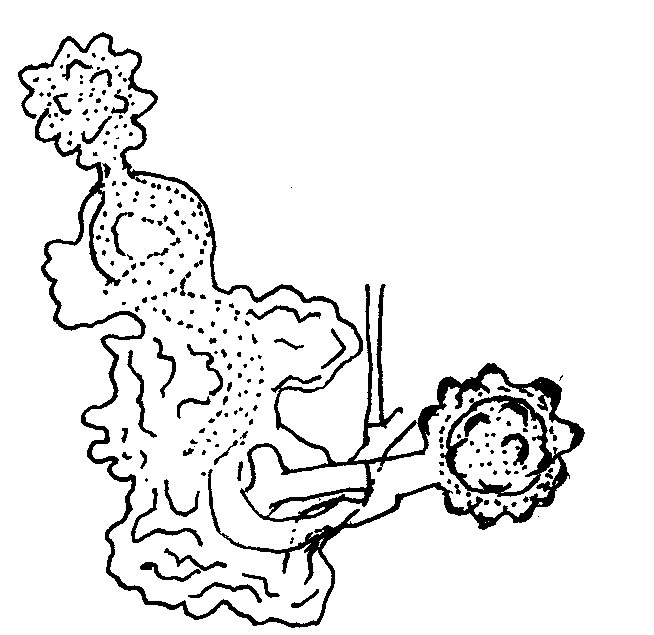
2個の接合胞子嚢・1個はほぼ成熟している
Cochlonema verrucosum

接合胞子嚢壁は厚壁で表面に突起などがあり無色。支持柄は平行して伸び、先端で接合する形である。接合胞子嚢は配偶子嚢が接合した後に、そのどちらかの配偶子嚢の側面から出芽する形で形成される。接合胞子の発芽はゼンマイカビ属の2種で観察されており、それらでは発芽すると菌糸を伸ばし、これはすぐに鎖状の分生子の列に変化する。

## 生育環境
宿主の生息域がこの菌の生育域に当たり、具体的には土壌、糞、腐植などである。

## 培養
絶対的寄生菌であり、人工培地で培養されたことはない。宿主との二員培養は試みられている。ただし動物を培養しなければならないので、特殊な培地が必要になる。線虫とアメーバは分離培地上のものを取り上げて該当の培地で培養し、これに感染させる。

## 経緯
この科では Amoebophilus が1910年、ゼンマイカビ等が1935年に発見され、これらはトリモチカビ科に含めて扱われた。しかし1973年にDubbingtonがトリモチカビ科から宿主外に栄養菌糸を発達させないものを分けることを提案し、この科が立てられた。

## 分類
現在、6属に30種以上が報告されている。この内で Aplectosoma と Bdellospora は1種のみを含む単形属である。
- Cochlonemataceae
  - Amoebophilus
  - Aplectosoma
  - Bdellospora
  - Cochlonema ゼンマイカビ
  - Endocochlus
  - Euryancale

なお、上記のようにAmoebophilus 、Bdellosporaの2属は宿主表面上の分生子から吸器のみを宿主内に伸ばすのであり、内部寄生ではない。犀川(2012)は従来と同じくこれをこの科に含めて扱ってはいるが、トリモチカビ科に含めるべきではないかと述べている。